# Ingratax
Ingrid Fernanda Enríquez Guillén (Chihuahua; 4 de febrero de 2000), conocida profesionalmente como Ingratax, es una cantante mexicana y celebridad de Internet. Lanzó su sencillo debut «París» en julio del 2021 y lanzó su álbum de estudio debut KITSUNE en noviembre del 2022.

## Primeros años y carrera
Ingrid Fernanda Enríquez Guillén nació el 4 de febrero de 2001 en Chihuahua, México. Cuando tenía cinco años, su abuela Yolanda comenzó a enseñarle guitarra y piano.
Ingrid se unió a TikTok en 2019 y suele publicar duetos. Tiene 15.2 millones de seguidores. Es miembro de la casa Team Cheli. Ingrid lanzó su sencillo debut, «París», a principios de julio de 2021. Billboard describió la canción como «triste canción pop  melancólica». La melodía fue escrita por Resko Fozia luego de entablar una relación con este último. Ingrid fue nominada en los premios MTV Millennial Awards 2021 en la categoría de «escuela nueva favorita». Ingratax firma con el sello independiente de Sergio Lizárraga, Room 28. A mediados de julio de 2021, «París» se volvió viral en TikTok y ocupó el puesto 36 en Hot Latin Songs, 37 en Billboard Global Excl. UU. y 63 en Billboard Global 200. El video musical tiene más de 50 millones de visitas en YouTube.

## Discografía
| Título                                                               | Año  | Posiciones en las listas | Posiciones en las listas | Posiciones en las listas | Posiciones en las listas | Posiciones en las listas | Posiciones en las listas | Posiciones en las listas | Posiciones en las listas | Posiciones en las listas | Certificaciones           | Álbum   |
| Título                                                               | Año  | MEX Airplay              | ARG                      | PAR                      | RD                       | ESP                      | URU                      | Latin Songs              | USA Latin Pop            | WW                       | Certificaciones           | Álbum   |
| -------------------------------------------------------------------- | ---- | ------------------------ | ------------------------ | ------------------------ | ------------------------ | ------------------------ | ------------------------ | ------------------------ | ------------------------ | ------------------------ | ------------------------- | ------- |
| «París»                                                              | 2021 | 24                       | 27                       | 7                        | 20                       | 9                        | 16                       | 36                       | 13                       | 63                       | - PROMUSICAE: 2× Platinum |         |
| «Las de Octubre»                                                     | 2021 | —                        | —                        | —                        | —                        | —                        | —                        | —                        | —                        | —                        |                           |         |
| «Noche en LA» (ft. Sael)                                             | 2022 | —                        | —                        | —                        | —                        | —                        | —                        | —                        | —                        | —                        |                           |         |
| «Sin Ropa» (ft. Dylan Fuentes)                                       | 2022 | —                        | —                        | —                        | —                        | —                        | —                        | —                        | —                        | —                        |                           |         |
| «Apagaita»                                                           | 2022 | —                        | —                        | —                        | —                        | —                        | —                        | —                        | —                        | —                        |                           |         |
| «Necesito un Break de Tanta Pendejad*» (ft. DAAZ)                    | 2022 | —                        | —                        | —                        | —                        | —                        | —                        | —                        | —                        | —                        |                           | KITSUNE |
| «Un Chingazo» (con Banda MS)                                         | 2022 | —                        | —                        | —                        | —                        | —                        | —                        | —                        | —                        | —                        |                           |         |
| «Medio Crazy (Remix)» (con Nobeat y Khea ft. Rusherking, FMK y Juhn) | 2022 | —                        | —                        | —                        | —                        | —                        | —                        | —                        | —                        | —                        |                           |         |